# Karl von Mansfeld
Karl von Mansfeld zu Friedenberg gróf (németül: Karl Graf von Mansfeld zu Friedenberg) (Luxemburg, 1543. – Komárom, 1595. augusztus 24.) német-római birodalmi tábornok volt a kölni háborúban és az Oszmán Birodalom elleni harcokban.
Peter Ernst von Mansfeld gróf fiaként a mai Luxemburg területén született. Tanulmányait Franciaországban végezte. Ezt követően II. Fülöp spanyol király szolgálatába lépett, aki tábornokká és a spanyol-németalföldi tengerészet admirálisává nevezte ki. Ezt követően I. Rudolf magyar király szolgálatában részt vett a tizenöt éves háborúban, s 1595-ben gróf Cseszneky Mátyás magyar huszárainak segítségével felszabadította a török megszállás alatt lévő Esztergom várát. Mansfeld azonban nem sokáig örülhetett a győzelemnek, mert hamarosan elhunyt a komáromi táborban, vélhetően sebesülései következtében.

## Családja
Kétszer nősült, először Diane de Cossét, I. Charles de Cossé-Brissac (1505–1563) francia marsall és felesége, Charlotte Le Sueur d'Esquetot leányát, II. Charles de Cossé-Brissac (1550–1621) marsall testvérét vette nőül, másodszor Marie Christine von Egmondot, aki 1622-ben halt meg.
| Karl von Mansfeld zu Friedenberg | Apa: Peter Ernst I von Mansfeld zu Friedeburg, szül. Schloss Heldrungen 1517. aug. 12., + Luxemburg-Clausen 1604. máj. 23. | Apai nagyapa: Ernst II von Mansfeld zu Vorderort, *6 December 1479, +Heldrungen 9 May 1531 | Apai dédapa: Albrecht V, Count von Mansfeld zu Vorderort 1435-3 December 1484         |
| Karl von Mansfeld zu Friedenberg | Apa: Peter Ernst I von Mansfeld zu Friedeburg, szül. Schloss Heldrungen 1517. aug. 12., + Luxemburg-Clausen 1604. máj. 23. | Apai nagyapa: Ernst II von Mansfeld zu Vorderort, *6 December 1479, +Heldrungen 9 May 1531 | Apai dédanya: Susanna von Bickenbach, szül. 1450. + 1530 ápr. 19.                     |
| Karl von Mansfeld zu Friedenberg | Apa: Peter Ernst I von Mansfeld zu Friedeburg, szül. Schloss Heldrungen 1517. aug. 12., + Luxemburg-Clausen 1604. máj. 23. | Apai nagyanya: Dorothea zu Solm-Lich (*1493. jan. 25. +Mansfeld 1578. 6. 8.)               | Apai dédapa: Philipp Gf zu Solms-Lich, (szül. 1468. 8. 15., + Frankfurt 1544. 10. 3.) |
| Karl von Mansfeld zu Friedenberg | Apa: Peter Ernst I von Mansfeld zu Friedeburg, szül. Schloss Heldrungen 1517. aug. 12., + Luxemburg-Clausen 1604. máj. 23. | Apai nagyanya: Dorothea zu Solm-Lich (*1493. jan. 25. +Mansfeld 1578. 6. 8.)               | Apai dédanya: Adriana von Hanau-Münzenberg (szül. Hanau 1470. 5. 1., + 1524. 4. 12.)  |
| Karl von Mansfeld zu Friedenberg | Anya: Margaretha van Brederode (*ca 1520, + 31 May 1554)                                                                   | Anyai nagyapa: Regnault van Brederode, + 1556                                              | Anyai dédapa: Walgrave van Brederode                                                  |
| Karl von Mansfeld zu Friedenberg | Anya: Margaretha van Brederode (*ca 1520, + 31 May 1554)                                                                   | Anyai nagyapa: Regnault van Brederode, + 1556                                              | Anyai dédanya: Margaret von Borsel                                                    |
| Karl von Mansfeld zu Friedenberg | Anya: Margaretha van Brederode (*ca 1520, + 31 May 1554)                                                                   | Anyai nagyanya: Phillippa von Mark zu Sedan, + 1537                                        | Anyai dédapa: Renault van Brederode                                                   |
| Karl von Mansfeld zu Friedenberg | Anya: Margaretha van Brederode (*ca 1520, + 31 May 1554)                                                                   | Anyai nagyanya: Phillippa von Mark zu Sedan, + 1537                                        | Anyai dédanya: Iolante de Lalaing                                                     |